# Антонов, Виктор Петрович
Виктор Петрович Антонов (род. 28 сентября 1961, Тамбов) — российский театральный художник-постановщик, сценограф, художник театра кукол, неоднократный лауреат национальной театральной премии «Золотая маска», педагог ЛГИТМиКа (ныне РГИСИ), с 2017 — мастер курса в ГИТИСе (совместно с Борисом Константиновым).

## Биография
В 1981−1984 работал в Тамбовском театре кукол.
Окончил ЛГИТМиК по специальности «художник-постановщик театра кукол» в 1991 и в 1991−1994 стажировался на кафедре театра кукол. В 1994−2003 учебный мастер, педагог ЛГИТМиКа. В 1997−2002 работал в театре марионеток «Мини-Длин».
Оформил спектакли в России и за рубежом: в Санкт-Петербурге — «Кармен версия 2» в Учебном театре на Моховой, «Сказка о попе и работнике его Балде» по А. Пушкину в театральной компании «Открытое пространство»; «Остров пополам» Л. Устинова, «Иван − крестьянский сын» в Тамбовском театре кукол; «Ковбойская история» в Рязанском театре кукол; «Кармен» в Вологодском театре кукол «Теремок», «Экспедиция» по Р. Брэдбери в Челябинском театре кукол; «По ту сторону Гоголя» − совместная постановка Сахалинского театра кукол и Творческого объединения «КультПроект»; «Ленинградка» − постановка театра-студии «КУБ», Санкт-Петербург, и Центрального театра кукол им. С. В. Образцова; «Железо» в Театре кукол Республики Карелия; «Письмовник» по М. Шишкину в Московском детском камерном театре кукол; «Безумный день, или Женитьба Фигаро», «Турандот» в Центральном театре кукол им. С. В. Образцова; «Маленькие истории о любви» в Ереване; «По дороге к солнцу» в Каунасском театре кукол; «Аленький цветочек» по С. Аксакову, «Укули» в г. Лапперанта, кукольная опера «Croak» в г. Пори, Финляндия; «Экологическая сказка» во Франции.
Автор сценографии и кукол в спектакле «Ферхат и Ширин» в Анкаре.
Как режиссер и художник поставил сольную программу с цирковыми марионетками «Цирк на нитях» и спектакль «Кошка, которая…» по Р. Киплингу в театре «Кукольный формат», Санкт-Петербург.
С сентября 2017 — мастер курса режиссёров и художников-постановщиков в ГИТИСе (совместно с Борисом Константиновым).
Лауреат Премии «Золотая Маска», участник и призёр многих престижных театральных фестивалей России и всего мира.